# Kultura trakaste keramike
Kultura trakaste keramike ali kultura vrvičaste keramike (nemško Schnurkeramik, francosko Ceramimique Cordee, angleško Corded Ware culture; v srednji Evropi okoli 2900–2450/2350 pr. n. št.)  ali kultura bojnih sekir ali kultura enojnega groba je ogromen evropski arheološki sloj, ki se začne v poznem neolitiku (kamena doba), je še v bakreni dobi in doseže vrhunec v začetku bronaste dobe.
Kultura trakaste keramike je glavna severna in osrednjeevropska kultura iz bakrene dobe, ki se razteza od Nizozemske in Švice na zahodu čez južno Skandinavijo in srednjo Evropo na vzhod do spodnje Volge (fatjanovska in balanovska kultura) in srednjega Dnepra (kultura srednjega Dnepra). Kultura se kaže predvsem s svojimi grobovi, ki so vsebovali skelete pod gomilami (tumulus) z različnimi predmeti (predvsem bojnimi sekirami). Trakasta keramika se precej ujema s prej severno osrednjeevropsko kulturo lijakastih čaš, s katerimi si deli podobno fizično vrsto in več kulturnih značilnosti, kar pomeni, da trakasta keramika izvira iz kulture lijakastih čaš vsaj v nekaterih regijah. V drugih regijah napoveduje novo kulturo in fizično vrsto.
Poznali so konja in kolo, imeli so vojna nagnjenja, široko, hitro in vsiljivo območje širjenja, kultura trakaste keramike je bila prvotno verjetno pradomovina Predindoevropejcev. Danes je izvor teh značilnosti izgubil vrednost v korist izvora v črnomorsko-kaspijski regiji, čeprav se s tem ni strinjajo vsi. Kultura trakaste keramike še vedno na splošno velja kot prednica Keltov, Germanov, Baltov in Slovanov. Po J. P. Malloryju  sta izvor in razpršitev kulture trakaste keramike eno ključnih odprtih vprašanj v indoevropski pradomovini.

## Obseg
Obsega večino celinske severne Evrope od Rena na zahodu, Volge na vzhodu skupaj z večino današnje Nemčije, Nizozemske, Danske, Poljske, Litve, Latvije, Estonije, Belorusije, Češke, Slovaške, severozahodne Romunije, severne Ukrajine in evropskega dela Rusije, pa tudi obale Norveške in južnih delov Švedske ter Finske.
Sodobna kultura zvončastih čaš se je prekrivala s skrajno zahodnim delom te kulture, zahodno od Labe, in morda prispevala k vseevropskemu širjenju te kulture. Čeprav so v kulturi zvončastih čaš prevzeli podobno družbeno organizacijo in vzorec naselij, je skupini trakaste keramike manjkalo novih izboljšav mogoče s trgovino  in stiki po morju in rekah.

## Izraz
Kultura je dobila svoje ime po značilnem trakastem okraševanju keramike, kultura enojnih grobov po navadah pokopa in kultura kamnite bojne sekire po  značilnem grobu, moškim so dajali vanj kamnite bojne sekire.

## Izvor in razvoj
O izvoru kulture trakaste keramike je med arheologi več mnenj, nekateri vidijo vplive pastirskih družb v stepah severno od Črnega morja, nekateri mislijo, da izvira iz srednje Evrope.
Na krajih samih se lahko dokaže nadaljevanje kulture lijakastih čaš, medtem ko na drugih območjih naznanja novo kulturo in fizično vrsto. Na neizmernem celinskem prostranstvu, ki ga pokriva, je kultura vsiljiva in zato ena najimpresivnejših ter revolucionarnih kulturnih sprememb, potrjenih z arheologijo. Ali je kulturna sprememba posledica priseljevanja, je stvar razprave in take razprave so izrazite prav pri kulturi trakaste keramike.
Oblike trakaste keramike v enojnih grobovih so se prej razvile na območju, ki je zdaj v Poljski, in v zahodni in južni srednji Evropi. Prve radiokarbonske datacije za trakasto keramiko prihajajo iz Kujavije in Małopolska v osrednji in južni Poljski in spadajo v obdobje približno 3000 pr. n. št. (treba je opozoriti, da je ta študija omejena na srednjo Evropo). Datiranje z ogljikom-14 v preostalih srednjeevropskih regijah kaže, da se je trakasta keramika pojavila po 2880 pr. n. št. in se razširila na Lüneburg Heide in nato naprej proti severu v Porenje, Švico, Skandinavijo, baltsko območje in Rusijo do Moskve, kjer se je kultura v stepah srečala s pastirskimi avtohtonimi družbami.
V zahodnih regijah menijo, da je bila revolucija hitra, gladka in da so notranje spremembe, ki so nastale v predhodni kulturi lijakastih čaš, izvirale v smeri vzhodne Nemčije, medtem ko je na območju sedanjih baltskih držav in Kaliningrada (nekdanja Vzhodna Prusija) videti kot vsiljiva naslednica v jugozahodnem delu narvske kulture.
Skratka, trakasta keramika ni enotna monolitna entiteta, temveč je posledica širjenja različnih tehnoloških in kulturnih inovacij takratnih ljudstev, ki so živela v neposredni bližini in zapuščala različne arheološke ostaline.
Leta 2015 so raziskovalci na podlagi analize DNK 98 starih okostij iz Evrope in Rusije ugotovili, da so se ljudje kulture jamskih grobov selili iz severnih pontskih step v Evropo pred približno 4500 leti. Približno 75 % DNK najdemo v Nemčiji v poznoneolitskih skeletih kulture trakaste keramike, ki so enaki kot kulture jamskih grobov DNK.

## Gospodarstvo
Zelo malo odkritih naselij omogoča tradicionalen pogled na to kulturo kot izključno nomadske pastirje. Stališče je bilo spremenjeno z nekaterimi dokazi o kmetovanju. Sledove pire (pšenice), krušne pšenice in ječmena so našli pri Bronocicah na jugovzhodu Poljske. Vozovi s kolesi (verjetno za vprego volov) dokazujejo nadaljevanje iz obdobja kulture lijakastih čaš.
Kravje mleko so sistematično uporabljali od 3400 pred našim štetjem dalje v severnem alpskem predgorju. Ovce so pogosteje gojili v zahodnem delu Švice zaradi močnejšega sredozemskega vpliva. Spremembe v tej regiji so nastale v starosti za zakol in velikosti živali, posebej za ovce, rejene za volno.

## Grobnice
Skeleti so bili v ravnih grobovih ali majhnih gomilah v upognjenem položaju; moški je ležal na svoji desni strani, ženske na levi, z obrazi, usmerjenimi proti jugu. V Švedski in tudi v nekaterih delih severne Poljske so bili v smeri sever–jug, moški na levi strani in ženske na desni strani – obrnjeni proti vzhodu. Izvirno je bila verjetno lesena konstrukcija, saj so grobovi pogosto postavljeni v vrsti. To je v nasprotju z navadami v Danski, kjer so bili mrtvi pokopani pod manjšimi gomilami v več slojih po višini: najstarejši na dnu, občasno celo v treh slojih. Druge vrste pokopa so nišni grobovi v Poljski. Grobni pridatki za moške so večinoma kamnite bojne sekire. Lončenina v obliki čaš in druge vrste so najpogostejši pridatki na splošno. Čaše so bile pogosto okrašene z vrvico, včasih z vrezi in drugimi oblikami.
Približno sodobna kulturi zvončastih čaš je imela podobne pogrebne običaje in skupaj sta bili na večini zahodne in srednje Evrope. Čeprav je v glavnem povezana s kulturo trakaste keramike, je izvor ljudstev zvončastih čaš precej bolj nejasen in ena od skrivnosti evropske prazgodovine.
Aprila 2011 so poročali, da so odkrili odklonske pokope, povezane s kulturo trakaste keramike, v predmestju Prage. Ostanki, verjetno moški, so ležali tako kot ženski grobovi in jih niso spremljali posebni grobni pridatki.

## Podskupine

### Kultura trakaste keramike
Vzorec kulture trakaste keramike, nemško Schnurkeramikkultur, je v srednji Evropi, predvsem v Nemčiji in Poljski, in se nanaša na značilno obdobje keramike: zavita vrvica je bila vtisnjena v mokro glino, da bi ustvarili različne dekorativne vzorce in motive. Znana je večinoma iz grobov in oba spola sta imela značilno vrvično okrašeno lončenino. Vrv je bila iz lanu ali konoplje.

### Kultura enojnih grobov
Za vrsto poznoneolitskih skupnosti v 3. tisočletju pred našim štetjem, ki so živeli v Skandinaviji, severni Nemčiji in državah Beneluksa je bilo značilno, da se pokojnikom dodajali bojne sekire, jantarjeve kroglice in lončene vrče. Kulturni poudarek na opremi za pitje je značilen že za zgodnje kulture lijakastih čaš in se je pojavil s širjenjem tradicije trakaste keramike. Posebej na zahodu (Skandinavija in severna Nemčija) imajo čaše za pitje obliko štrleče noge in jo imamo za podskupino.

### Švedsko-norveška kultura bojne sekire
Kultura švedsko-norveške bojne sekire ali kultura bojne sekire v obliki čolna se je pojavila okoli 2800 pred našim štetjem in je znana iz okoli 3000 grobov iz Skåneja do Upplanda in Trøndelaga. Bojne sekire so bile v prvi vrsti statusni predmet. Značilni sta kontinuiteta in obrtna tradicija kamna, zelo malo je dokazov o selitvah, vsaj ne nasilnih. Naselja na majhnih, samostojnih kmetijah brez kakršne koli obrambe in zaščite so močan razlog proti ljudem, ki naj bi bili napadalci.
Približno 3000 bojnih sekir so našli na raznih krajih po vsej Skandinaviji, redke so v Norrlandu in severni Norveški. Znanih je manj kot 100 naselij, njihovi ostanki so zanemarljivi, saj so na kmetijskih zemljiščih, ki se uporabljajo še danes in so bila posledično preorana. Einar Østmo poroča o krajih znotraj polarnega kroga na Lofotih in na severu, kjer je današnji Tromsø.
Kultura švedsko-norveške bojne sekire je temeljila na istih kmetijskih praksah kot prejšnja kultura lijakastih čaš, vendar je prihod kovine spremenil družbeni sistem. Tako je kultura lijakastih čaš imela skupnostne megalitske grobove z veliko žrtvami v njih, kultura bojne sekire pa posamezne grobove s posameznimi žrtvami.
Nov pogled je bil namenjen kulturi leta 1993, ko je bila izkopana smrtna hiša v Turingu v Södermanlandu. Vzdolž nekoč močnih lesenih sten so našli ostanke približno 20 lončenih posod, šest delovnih sekir in bojne sekire, kar vse je iz zadnjega obdobja kulture. Tam so bili tudi upepeljeni ostanki najmanj šestih ljudi. To je bila prva najdba upepelitve v Skandinaviji in kaže tesne stike s srednjo Evropo.
Konec kulture bojnih sekir je bil mešanica živinorejca in lovca nabiralca in ena redkih v tem obdobju, ki je zagotovila bogate najdbe iz naselij.